# Marion Greig
Marion Ethel Greig (Hudson, 22 febbraio 1954) è un'ex canottiera statunitense, vincitrice della medaglia di bronzo nel otto a Montréal 1976.

## Palmarès
- Giochi olimpici

Montréal 1976: bronzo nell'otto.